# Lucidity
Lucidity (с англ. — «Ясность») — дебютный студийный альбом голландской симфо-метал-группы Delain, выпущенный 4 сентября 2006 года. Альбом также был выпущен в США на лейбле Sensory Records 22 июня 2010. Lucidity мог быть издан ещё в апреле 2006 г., но его выпуск был отложен сначала на конец мая, затем до 21 августа. На официальном сайте группы были выложены отрывки песен, полные версии «Sleepwalker’s Dream», «The Gathering», а также видеоклип на песню «Frozen».

## Список композиций
| №                   | Название                   | Автор(ы)                                          | Длительность |
| ------------------- | -------------------------- | ------------------------------------------------- | ------------ |
| 1.                  | «Sever»                    | Мартейн Вестерхольт                               | 4:53         |
| 2.                  | «Frozen»                   | Мартейн Вестерхольт, Шарлотта Весселс             | 4:43         |
| 3.                  | «Silhouette of a Dancer»   | Мартейн Вестерхольт, Шарлотта Весселс, Jan Yrlund | 5:25         |
| 4.                  | «No Compliance»            | Мартейн Вестерхольт                               | 5:10         |
| 5.                  | «See Me in Shadow»         | Мартейн Вестерхольт, Шарлотта Весселс             | 4:41         |
| 6.                  | «Shattered»                | Мартейн Вестерхольт                               | 4:20         |
| 7.                  | «The Gathering»            | Guus Eikens                                       | 3:35         |
| 8.                  | «Daylight Lucidity»        | Мартейн Вестерхольт, Guus Eikens                  | 4:36         |
| 9.                  | «Sleepwalkers Dream»       | Мартейн Вестерхольт, Шарлотта Весселс             | 4:27         |
| 10.                 | «A Day for Ghosts»         | Martijn Westerholt                                | 3:37         |
| 11.                 | «Pristine»                 | Martijn Westerholt, Rein Doze                     | 4:31         |
| 12.                 | «Deep Frozen» (бонус-трек) | Мартейн Вестерхольт, Шарлотта Весселс             | 4:46         |
| Общая длительность: | Общая длительность:        | Общая длительность:                               | 54:44        |

| №                   | Название                 | Длительность |
| ------------------- | ------------------------ | ------------ |
| 13.                 | «Silhouette of a Dancer» | 3:23         |
| Общая длительность: | Общая длительность:      | 58:07        |

| №                   | Название                 | Длительность |
| ------------------- | ------------------------ | ------------ |
| 13.                 | «Frozen»                 | 4:27         |
| 14.                 | «Silhouette of a Dancer» | 3:21         |
| 15.                 | «See Me in Shadow»       | 3:36         |
| 16.                 | «No Compliance»          | 5:09         |
| Общая длительность: | Общая длительность:      | 70:33        |

## Участники записи

### Группа
- Шарлотта Весселс — вокал
- Мартейн Вестерхольт — клавишные
- Jimmy Revson — ударные

### Приглашённые участники
- Марко Хиетала — вокал (№ 1, № 4, № 7, № 8 и № 10); бас-гитара
- Шарон ден Адель — вокал (№ 4)
- Лив Кристин — вокал (№ 5 и № 10)
- George Oosthoek — гроулинг (№ 3, № 11 и № 12)
- Ad Sluijter — гитара (№ 1, № 2, № 4, № 9 и № 10)
- Jan Yrlund — гитара (№ 1, № 4 и № 5)
- Guus Eikens — гитара (№ 3, № 6, № 7, № 8 и № 11); клавишные (№ 7); бэк-вокал (№ 1, № 2, № 7, № 8, № 10 и № 11)
- Oliver Phillips — гитара (№ 4)
- Ariën van Weesenbeek — ударные
- Rupert Gillet — виолончель (№ 3, № 4 и № 5)
- Rosan van der Aa — бэк-вокал (№ 1, № 2, № 7, № 8, № 10 и № 11)